# Cataractocoris
Cataractocoris is een geslacht van wantsen uit de familie van de Naucoridae (Zwemwantsen). Het geslacht werd voor het eerst wetenschappelijk beschreven door Usinger in 1941.

## Soorten
Het genus bevat de volgende soorten:

- Cataractocoris macrocephalus (Montandon, 1897)
- Cataractocoris marginiventris Usinger, 1941
- Cataractocoris shepardi Sites, Reynoso & Novelo, 2013